# Alfonso Mejía-Arias
Alfonso Mejía-Arias es un músico, escritor y político mexicano de origen gitano. Nació en Veracruz, México, el 11 de septiembre de 1961, trasladándose desde joven a la ciudad de México, donde su familia se asentó.

## Formación
Participó desde su infancia en asociaciones musicales que determinarían su vocación. Cursó estudios de violonchelo, historia del arte, etnomusicología y dirección coral e instrumental en el Conservatorio Nacional de música de México y Escuela Nacional de Música de la UNAM, con prestigiados profesores como Bárbara Kaminska, Enrique Marmisolle, Jorge Córdova, Leonardo Velázquez y Cristian Caballero entre otros. También a las clases magisteriales de los reconocidos maestros Yo-Yo Ma y Mstislav Rostropóvich.
El Dr. Mejía–Arias es especialista en música tradicional japonesa y ha sido reconocido en Japón como el primer Ejecutante de Shakuhachi hispano americano (distinción otorgada por el gran maestro Aoki Reibo, tesoro nacional de aquel país). Además contó con la guía personal de los maestros Kifu Mitsuhashi, Hodo Yamaguchi, y Katsuya Yokoyama, en México, Los Ángeles, California y Okayama, Japón.
Asistió en México a la cátedra de composición y dirección orquestal del maestro Humberto Hernández Medrano.
Miembro del taller de dirección orquestal desde 1998, del maestro Itzvan Lenker en Nueva York (EE. UU.) y San Salvador (República De El Salvador).
Complementan su formación, estudios realizados en diversas áreas del quehacer musical en Toyohashi, prefectura de Nagoya y Bisen, prefectura de Okayama en Japón, New York y Los Ángeles, California en EUA.
Cursó “interpretación de música barroca” con los maestros Rainer Johansen e Isabel Shau de la Musika Antiqua Colonia (Alemania).
También “Interpretación y ornamentación de la música medieval, renacentista y barroca; impartido por Philip Pickett, del Musicians of the Globe, Londres, Inglaterra.

## Trayectoria artística
- Director asociado desde 1998 de la Orquesta Sinfónica Centroamericana, (República de El Salvador).
- Director titular desde su fundación en 1992 de la Orquesta de Cámara del Ensamble Clásico de México A. C.

Cómo intérprete, investigador y director de orquesta, ha tenido presentaciones para la TV en los Programas Intermezzo, Para Gente Grande, ECO internacional, TV UNAM, así como un programa especial para la facultad de Contaduría a través de TV UNAM.
Presentaciones en la Ciudad de México, ciudad de Panamá, La Libertad y San Salvador en la República de El Salvador, ciudad de Guatemala, Antigua Guatemala, en Tegucigalpa y La Ceiba en Honduras.

## Trayectoria de investigación
Como parte de su trabajo como investigador desarrolló la tesis doctoral “Diferencias conceptuales de los barrocos europeo y mexicano”, Supervisado por el reconocido historiador y crítico musical Cristian Caballero. En 1993 escribió la novela histórica: Barroco: El espíritu de la nación Mexicana. Dirigió también la revista PODIUM que difunde el quehacer musical en México.

## Producciones
Ha producido espectáculos de música escénica (multidisciplinarios) de su creación como: “Sensualidad en la era de los afectos, música, poesía y gastronomía del barroco” con el apoyo del Secretaría de Cultura del Distrito Federal, “Farinelli, o la dualidad del ser” y “Mascarada Veneciana”.

## Trayectoria política
Alfonso Mejía-Arias ha participado en la política mexicana, siendo incluso postulado como candidato a una diputación por el Partido Liberal Mexicano (2003). Crítico de los gobiernos, ha escrito en gran cantidad de publicaciones, entre las que destacan, La Noche de las Luciérnagas y Podium, denunciando la corrupción y la violación a los derechos humanos en su país natal tanto de las minorías vernáculas como las del propio pueblo gitano establecido en México.